# Anisocentropus banghaasi
Anisocentropus banghaasi är en nattsländeart som beskrevs av Georg Ulmer 1909. Anisocentropus banghaasi ingår i släktet Anisocentropus och familjen Calamoceratidae. Inga underarter finns listade i Catalogue of Life.